# Marija Wladimirowna Sacharowa

Marija Sacharowa (2016)

Marija Wladimirowna Sacharowa (russisch Мария Владимировна Захарова; * 24. Dezember 1975 in Moskau) ist eine russische Diplomatin und Pressesprecherin. Seit August 2015 ist sie Leiterin der Abteilung für Information und Presse des Außenministeriums der Russischen Föderation.

## Leben
Marija Sacharowa wurde als Tochter einer Diplomatenfamilie in Moskau geboren und verbrachte ihre Kindheit in Peking, wo ihre Eltern arbeiteten. Sie studierte am Staatlichen Moskauer Institut für Internationale Beziehungen und erhielt 1998 ihren Abschluss auf den Gebieten Journalismus und Orientalistik. Ihre Praktikantenzeit verbrachte sie bei der russischen Botschaft in Peking. Sie wurde im Jahre 2003 in Geschichte über Interpretation und Wandel des Neujahrsfestes im modernen China promoviert (Kandidat der Wissenschaft, siehe Aspirantur).
Von 2003 bis 2005 und von 2008 bis 2011 arbeitete sie bei der Abteilung für Information und Presse des russischen Außenministeriums. Von 2005 bis 2008 war sie in New York Pressereferentin bei der Ständigen Vertretung Russlands bei der UNO. Von 2011 bis 2015 war Sacharowa stellvertretende Leiterin und ist seit 2015 Leiterin der Abteilung für Information und Presse des Außenministeriums der Russischen Föderation.
Am 8. Juni 2020 wurde sie durch einen Ukas (Verordnung) von Staatspräsident Putin zur außerordentlichen und bevollmächtigten Botschafterin ernannt.
Sacharowa ist in Russland bekannt für ihre Teilnahme an politischen Talkshows im russischen Fernsehen, für ihre Kommentare in
sozialen Netzwerken zu heiklen politischen Themen und gehört zu den meistzitierten russischen Diplomaten. Sacharowa zählt in Russland mit Millionen Aufrufen auch zu den meistgelesenen russischen Bloggern. Bei ihrer Arbeit im Außenministerium hält sie sich nicht immer an das diplomatische Protokoll und hat deshalb auch Kritiker in der Regierung. Ihr größter Unterstützer ist jedoch Außenminister Sergej Lawrow. Sacharowa ist die einzige Frau, die eine bedeutende Abteilung im Außenministerium leitet.

## Rezeption und Kritik
2016 wurde Marija Sacharowa von der BBC als eine der 100 einflussreichsten Frauen bezeichnet. Im Zuge des russischen Überfalls auf die Ukraine 2022 wurde Sacharowa von der Europäischen Union als zentrale Figur der russischen Propaganda identifiziert und neben anderen prominenten Vertretern des engeren Kreises um Wladimir Putin mit Sanktionen belegt. Unter anderem hatte sie den Einmarsch russischer Truppen in die Ukraine mit Berichten über einen angeblichen Genozid an der russischsprachigen Bevölkerung in der Ukraine gerechtfertigt und westliche Quellen der Fehlinformation bezichtigt. Im Zusammenhang mit der Einstellung des Pipelineprojektes Nord Stream 2 durch die Bundesregierung im Zuge der Sanktionen gegen Russland sprach sie von einer „irreparablen Beschädigung“ der deutsch-russischen Beziehungen.
Andererseits werden ihre Äußerungen als „vulgär“, „provokant“ oder wenigstens „satirisch“ bezeichnet, teils als Verhöhnungen oder als Stichwortgeber für Verhöhnungen des Auslandes durch russische Trolle und Propaganda gewertet.
Die bei ihr übliche undiplomatische Art wurde auch schon als nicht zufällige „Arbeitsteilung“ betrachtet, in der Sacharowa die Diplomatie unterlaufe. Ilja Budraitskis bezeichnete Sacharowa in der linken Wochenzeitung (WOZ) als „Scharfmacherin“. Dass das russische Außenministerium ungeprüfte Geschichten verbreitet, beschrieb Der Spiegel als Affront. Das Schweizer Radio SRF meinte dazu, Sacharowa hätte sich über die britische Premierministerin Theresa May „regelrecht lustig gemacht“, nachdem Großbritannien auf die mutmaßliche Täterschaft Russlands beim Giftgasanschlag auf Sergei Skripal aufmerksam gemacht hatte, und die Neue Zürcher Zeitung (NZZ) nannte es eine „überaus zynische Interpretation“ eines Vorgangs. Sacharowa war laut NZZ „rücksichtsloser denn je“ bemüht, Zweifel an Untersuchungen der Organisation für das Verbot chemischer Waffen im Fall Skripal zu säen. Die NZZ sprach von Spott anstatt einer Entschuldigung und nannte eine fast einstündige mahnende Belehrung über mysteriöse Todesfälle in der Geschichte Großbritanniens „zynisch und grotesk“. Laut Christian Neef schießt sie mit ihren Faschismus-Vergleichen weit übers Ziel hinaus. Der Tages-Anzeiger schrieb: „Maria Sacharowa hat eine Mischung aus Häme und Sarkasmus zu ihrem Markenzeichen gemacht“ und nannte sie später auch „Putins Cheftroll“.
Sacharowa schrieb unmittelbar vor der Invasion der Ukraine im Februar 2022 auf Telegram: „Ich möchte der amerikanischen und britischen Desinformation - Blättern wie Bloomberg, The New York Times und The Sun - nahelegen, einen Terminplan für unsere im laufenden Jahr anstehenden Invasionen zu veröffentlichen. Denn ich möchte meine Ferien planen.“
Sacharowa behauptete im Mai 2022, der Roman 1984 von George Orwell beschreibe den Niedergang des Liberalismus. Dass George Orwell einen Totalitarismus beschrieben hätte, sei einer der größten globalen verbreiteten Fakes.
Olga Alexandrowna Krasnjak von der Wirtschaftshochschule Moskau attestierte ihr – von den gerade genannten Bewertungen diametral abweichend im Sinne populistischer Bewertung – im Februar 2021, sie agiere „konsequent und geschickt mit dem Publikum, fördert den Dialog und vermittelt und erläutert auf klare Weise die außenpolitische Agenda Russlands. Sie ist in der Lage, kluge, scharfsinnige und bisweilen provokante Kommentare abzugeben“.

## Auszeichnungen
- 2013: Ehrenurkunde des Präsidenten der Russischen Föderation (Почётная грамота Президента Российской Федерации)
- 2016: Für Transparenz in der Presse (За открытость прессе), Auszeichnung der Moskauer Journalistenunion (Союз журналистов Москвы)
- 2017: Orden der Freundschaft[23]
- 2020: Orden der Ehre[24]